# Villa Lamcken

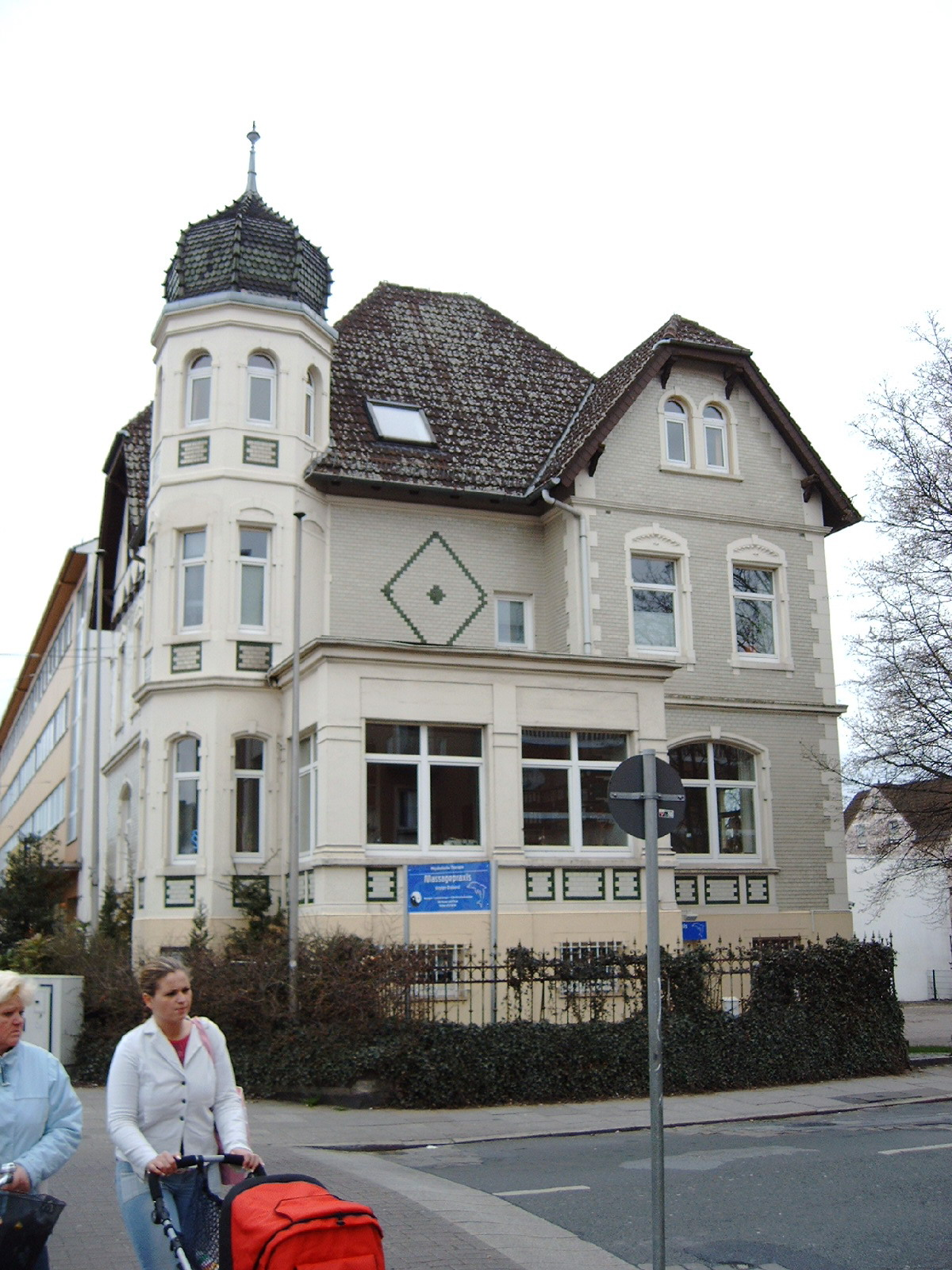
Jüdisches Altersheim 1925–1942

Die Villa Lamcken in Bremen-Gröpelingen, Gröpelinger Heerstraße 167, Ecke Morgenlandstraße, wurde Anfang des 20. Jahrhunderts erbaut.
Das zunächst privat genutzte Gebäude war von 1925 bis 1942 das Altenwohnheim der Jüdischen Gemeinde Bremen, nach der Zwangsräumung 1942 Sitz eines Polizeireviers und beherbergt seit 1996 Wohnungen und Praxisräume.

## Baugeschichte
Das zweigeschossige, verputzte noch historisierende verwinkelte Gebäude mit Sockelgeschoss, Walmdächern, dem dreigeschossigen Türmchen mit Zwiebeldach, den Krüppelwalmdächern über den Giebeln, der Veranda sowie mit Giebelfeldern in Fachwerk wurde 1903/04 nach Plänen von D. B. Reiners für den Landwirt Claus Lamcken (1859–1917) gebaut. Die beiden Schauseiten sind dekorativ mit weiß glasierten Klinkern versehen, mit grünglasierten eingesetzten Klinkern.
An der Morgenlandstraße blieb ein schmiedeeiserner Gitterzaun auf gemauertem Sockel erhalten; dahinter war ein, heute zum Teil bebauter, großer Villengarten.

## Nutzung als Altenwohnheim der Jüdischen Gemeinde
Die Villa wurde 1925 auf Initiative vom Rabbiner Leopold Rosenak von der jüdischen Gemeinde gekauft, die dort ein Jüdisches Alterswohnheim für bis zu 20 Personen einrichtete und nach 1935 ein in der Nähe liegendes Grundstück in der Buxtehuder Straße 9 kaufte. Nach der Machtergreifung der Nationalsozialisten folgten ab 1933 schwere Repressalien und Verbrechen gegen die Heimbewohner. In der Pogromnacht vom 9. auf den 10. November 1938 wurde das Heim von Bremer SA-Männern überfallen, die die alten Menschen beraubten, auf die Straße zerrten und misshandelten. In der Folgezeit entstand im Heim eine drangvolle Enge, da die NS-Behörden alte Menschen aus Bremen und dem Umland aus ihren Wohnungen vertrieben. Als letzte Zuflucht blieb vielen nur das Jüdische Altenwohnheim – bis zu 100 Heimbewohner und -bewohnerinnen wurden 1942 registriert. Hier war seit November 1941 auch der Ausgangspunkt von mehreren Deportationen in das Ghetto Minsk und in das KZ Theresienstadt. Das Heim wurde am 23. Juli 1942 von der Gestapo geräumt und die 70 Personen deportiert; 69 von ihnen kamen auf grauenvolle Weise um. In die Villa zog das 18. Polizeirevier ein.

## Nutzung des Hauses nach 1946
Die Israelitische Gemeinde erhielt auf Anweisung der amerikanischen Militärregierung 1946 beide Liegenschaften zurück; Überlebende aus dem KZ Theresienstadt und vertriebene Juden aus Osteuropa fanden hier die erste Unterkunft. 1963 erwarb die Stadt das Haus, nutzte es bis 1994 erneut als 18. Polizeirevier und verkaufte 1996 das Gebäude. Ab 1974 erinnerte eine Gedenktafel am Gebäude, ab 2017 eine Stele und ab 2018 rund 30 Stolpersteine an das Schicksal seiner Bewohner.

## Unter bremischem Denkmalschutz
Das Gebäude steht seit 2023 unter Bremischen Denkmalschutz. Das Landesamt für Denkmalpflege Bremen befand: „… eines der letzten Zeugnisse der Villenkultur, die sich im 19. Jahrhundert im ehemals landwirtschaftlich geprägten Gröpelingen entwickelte … Trotz der mehrfachen Nutzungswechsel hat sich die Villa vor allem im Äußeren gut in ihrem bauzeitlichen Zustand erhalten und zeugt mit ihrem stattlichen Erscheinungsbild vom starken Selbstbewusstsein des Bauherrn …“